# Comté de Fresno
Le comté de Fresno est un comté de l'État de Californie aux États-Unis. Au recensement de 2020, la population du comté s'élève à 1 008 654 habitants. Le comté est situé au centre de l'État et son chef-lieu est Fresno.

## Géographie
Selon le Bureau du recensement des États-Unis, le comté a une superficie totale de 15 585 km2, dont 15 443 km2 de terre et 142 km2 d'eau, soit 0,91 % de la surface totale. 
Le comté est bordé à l'ouest par une chaîne côtière et à l'est par la Sierra Nevada. C'est le centre d'une grande région agricole, la vallée Centrale de Californie.

### Comtés adjacents
- Comté de Madera (au nord)
- Comté de Mono (au nord-est)
- Comté de Inyo (à l'est), dont il est séparé par le col Kearsarge
- Comté de Kings (au sud)
- Comté de Tulare (au sud)
- Comté de Monterrey (au sud-ouest)
- Comté de San Benito (à l'ouest)
- Comté de Merced (au nord-ouest)

## Communautés

### Villes
- Clovis
- Coalinga
- Firebaugh
- Fowler
- Fresno (siège de comté)
- Huron
- Kerman
- Kingsburg
- Mendota
- Orange Cove
- Parlier
- Reedley
- San Joaquin
- Sanger
- Selma

### Census-designated places
- Auberry
- Big Creek
- Biola
- Bowles
- Calwa
- Cantua Creek
- Caruthers
- Centerville
- Del Ray
- Easton
- Fort Washington
- Friant
- Lanare
- Laton
- Malaga
- Mayfair
- Minkler
- Monmouth
- Old Fig Garden
- Raisin City
- Riverdale
- Shaver Lake
- Squaw Valley
- Sunnyside
- Tarpey Village
- Three Rocks
- Tranquility
- West Park
- Westside

### Communautés non incorporées
- Avocado
- Burrel
- Dunlap
- Highway City
- Mercey Hot Springs
- Prather
- Rolinda
- Tollhouse

## Démographie

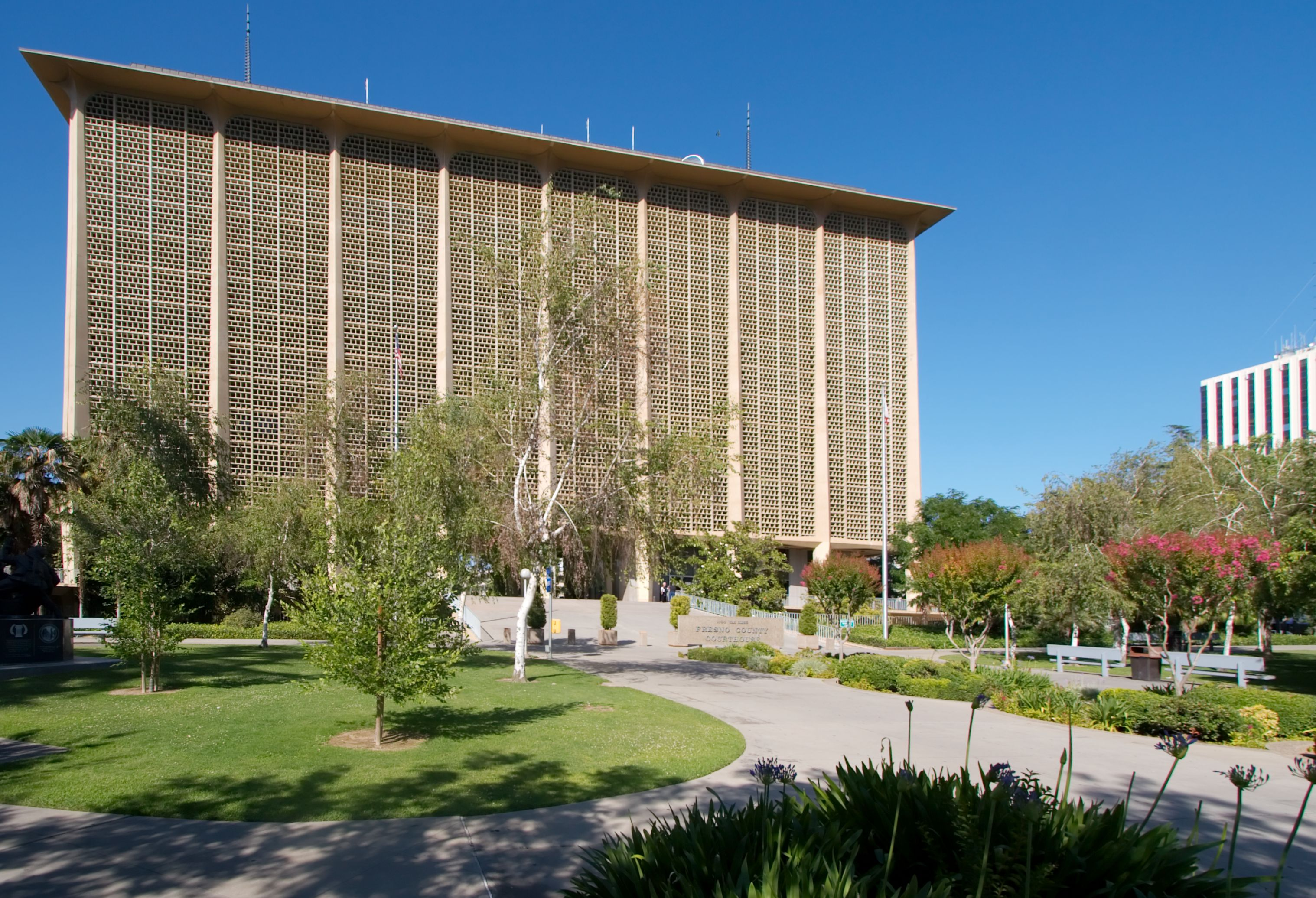
Le palais de justice de Fresno, siège du comté.

| 1860  | 1870  | 1880  | 1890   | 1900   | 1910   |
| ----- | ----- | ----- | ------ | ------ | ------ |
| 4 605 | 6 336 | 9 478 | 32 026 | 37 862 | 75 657 |

| 1920    | 1930    | 1940    | 1950    | 1960    | 1970    |
| ------- | ------- | ------- | ------- | ------- | ------- |
| 128 779 | 144 379 | 178 565 | 276 515 | 365 945 | 413 053 |

| 1980    | 1990    | 2000    | 2010    | 2020      | - |
| ------- | ------- | ------- | ------- | --------- | - |
| 514 621 | 667 490 | 799 407 | 930 450 | 1 008 654 | - |